# Codex Gothanus
Codex Gothanus (dvs. "Codex i Gotha") er et papyrusmanuskript fra det 9. århundrede nedskrevet i Fulda i Tyskland, men nu opbevaret i Gotha – heraf navnet. Manuskriptet indeholder en kort fortælling om langobardernes oprindelse (sandsynligvis nedskrevet før Pippins død i 810) efterfulgt af en række love brugt i administrationen af Friuli.
Manuskriptet er en kopi af et ældre manuskript, som nu er gået tabt. Originalen til manuskriptet blev bestilt omkring 830 af Eberhard af Friaul og er udført af benediktinermunken Lupus Servatus. Codex Gothanus er én af to bevarede afskrivninger. Den anden opbevares i Modena. 
Ifølge den østrigske historiker Walter Pohl er manuskriptet skrevet med karolingerne som udgangspunkt og i et kristent perspektiv, hvor Odin er beskrevet ud fra oprindelsesmyter. Monumenta Germaniae Historica (MGH SRL, ss. 7-11) kalder manuskriptet for Historia Langobardorum Codicis Gothani.